# Коршевіхіно
Коршеві́хіно (рос. Коршевихино) — присілок в Глазовському районі Удмуртії, Росія.

## Населення
Населення — 14 осіб (2010; 29 в 2002).
Національний склад станом на 2002 рік:
- удмурти — 90 %

## Урбаноніми[3]
- вулиці — Коршевіхінська